# Flujo descendente

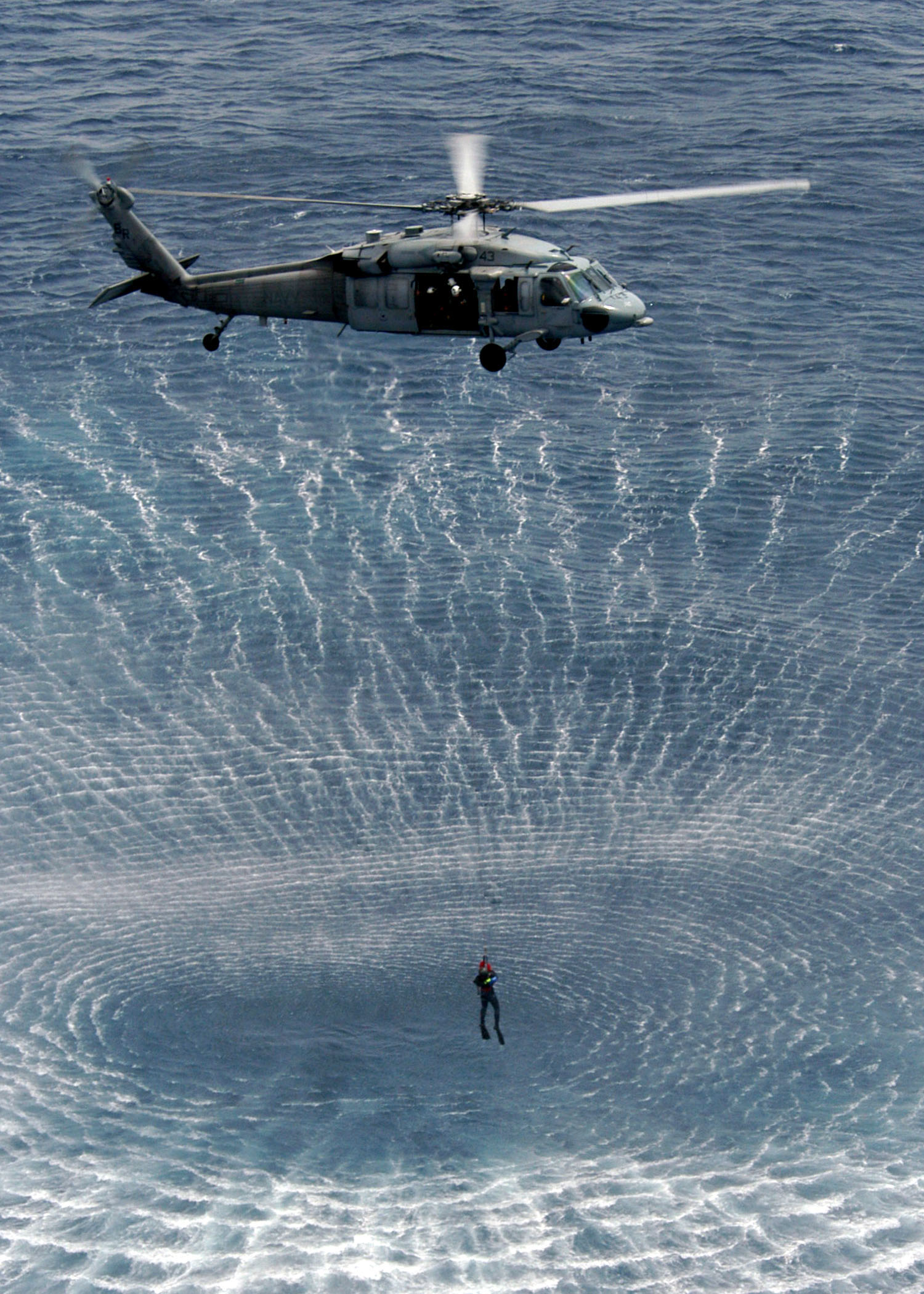
El efecto de la corriente descendente de un Sikorsky Seahawk en vuelo es claramente visible en la superficie del agua.

En aeronáutica, el flujo descendente, también conocido por su nombre en inglés downwash, es el cambio de dirección del aire desviado por la acción aerodinámica de una perfil alar,  ala, o pala de rotor de helicóptero en movimiento, como parte del proceso de producción de la sustentación. En los debates sobre la aerodinámica de los helicópteros, puede denominarse flujo inducido.
La sustentación en un perfil aerodinámico es un ejemplo de la aplicación de las Tercera ley del movimiento de Newton: la fuerza necesaria para desviar el aire hacia abajo es de magnitud igual y de dirección opuesta a la fuerza de sustentación en el perfil aerodinámico. La sustentación en un perfil aerodinámico es también un ejemplo del teorema de Kutta-Yukovski. La condición de Kutta explica la existencia de la corriente descendente en el borde de salida del ala.